# 14e Match des étoiles de la Ligue nationale de hockey
Match précédent Match suivant
Le 14e Match des étoiles de la Ligue nationale de hockey fut tenu le 1er octobre 1960 dans le domicile des Canadiens de Montréal, le Forum de Montréal.
Les étoiles de la LNH l'emportèrent par la marque de 2 à 1 aux dépens des Canadiens grâce à un but de Andrew Hebenton en désavantage numérique.

## Effectif

### Étoiles de la LNH
- Entraîneur-chef : Punch Imlach ; Maple Leafs de Toronto.

Gardiens de buts :
- 01 Glenn Hall ; Blackhawks de Chicago.

Défenseurs :
- 02 Bob Armstrong ; Bruins de Boston.
- 03 Marcel Pronovost ; Red Wings de Détroit.
- 04 Red Kelly ; Maple Leafs de Toronto.
- 05 Pierre Pilote ; Blackhawks de Chicago.
- 06 Bronco Horvath ; Bruins de Boston.
- 14 Bill Gadsby ; Rangers de New York.
- 18 Allan Stanley ; Maple Leafs de Toronto.

Attaquants
- 07 Vic Stasiuk, AG ; Bruins de Boston.
- 08 Norm Ullman, C ; Red Wings de Détroit.
- 9 Gordie Howe, AD ; Red Wings de Détroit.
- 10 Andy Bathgate, AG ; Rangers de New York.
- 11 Bill Hay, C ; Blackhawks de Chicago.
- 12 Andrew Hebenton, AD ; Rangers de New York.
- 15 Red Sullivan, C ; Rangers de New York.
- 16 Bobby Hull, AG ; Blackhawks de Chicago.
- 17 Don McKenney, C ; Bruins de Boston.
- 19 Frank Mahovlich, AG ; Maple Leafs de Toronto.
- 20 Bob Pulford, AG ; Maple Leafs de Toronto.

### Canadiens de Montréal
- Entraîneur-chef : Toe Blake.

Gardiens de buts
- 01 Jacques Plante.

Défenseurs :
- 02 Doug Harvey.
- 10 Tom Johnson.
- 11 Bob Turner.
- 17 Jean-Guy Talbot.
- 19 Al Langlois.

Attaquants :
- 04 Jean Béliveau, C.
- 05 Bernard Geoffrion, AD.
- 06 Ralph Backstrom, C.
- 08 Bill Hicke, AD.
- 12 Dickie Moore, AD.
- 16 Henri Richard, C.
- 18 Marcel Bonin, AG.
- 22 Don Marshall, AG.
- 23 André Pronovost, AG.
- 24 Claude Provost, AD.

## Feuille de match
| 1er octobre | Étoiles de la LNH | 2-1 0-0, 2-1, 0-0 | Canadiens de Montréal | Forum de Montréal 13 949 spectateurs |

| Feuille de match | Feuille de match                                                         | Feuille de match | Feuille de match                              | Feuille de match                                      |
| ---------------- | ------------------------------------------------------------------------ | ---------------- | --------------------------------------------- | ----------------------------------------------------- |
|                  | Mahovlich (Pilote - Kelly) — 40 s Hebenton (Sullivan) (DN) — 15 min 15 s | 1-0 1-1 2-1      | 11 min 40 s — Provost (Backstrom - Pronovost) | Arbitrage : Eddie Powers George Hayes, Neil Armstrong |
| Hall             | Gardiens                                                                 | Plante           |                                               | Arbitrage : Eddie Powers George Hayes, Neil Armstrong |
| 8 min            | Pénalités                                                                | 8 min            |                                               | Arbitrage : Eddie Powers George Hayes, Neil Armstrong |
| 27               | Tirs                                                                     | 26               |                                               | Arbitrage : Eddie Powers George Hayes, Neil Armstrong |